# 沈墉
沈墉，字崇儒，順天府大興縣（今屬北京市）人。清朝政治人物，同進士出身。

## 生平
沈墉為道光十七年（1837年）丁酉科舉人，道光二十七年（1847年）張之萬榜三甲二十九名進士，與沈桂芬、李鴻章、沈葆楨等同年。河南即用知縣。